# Зміїні острови

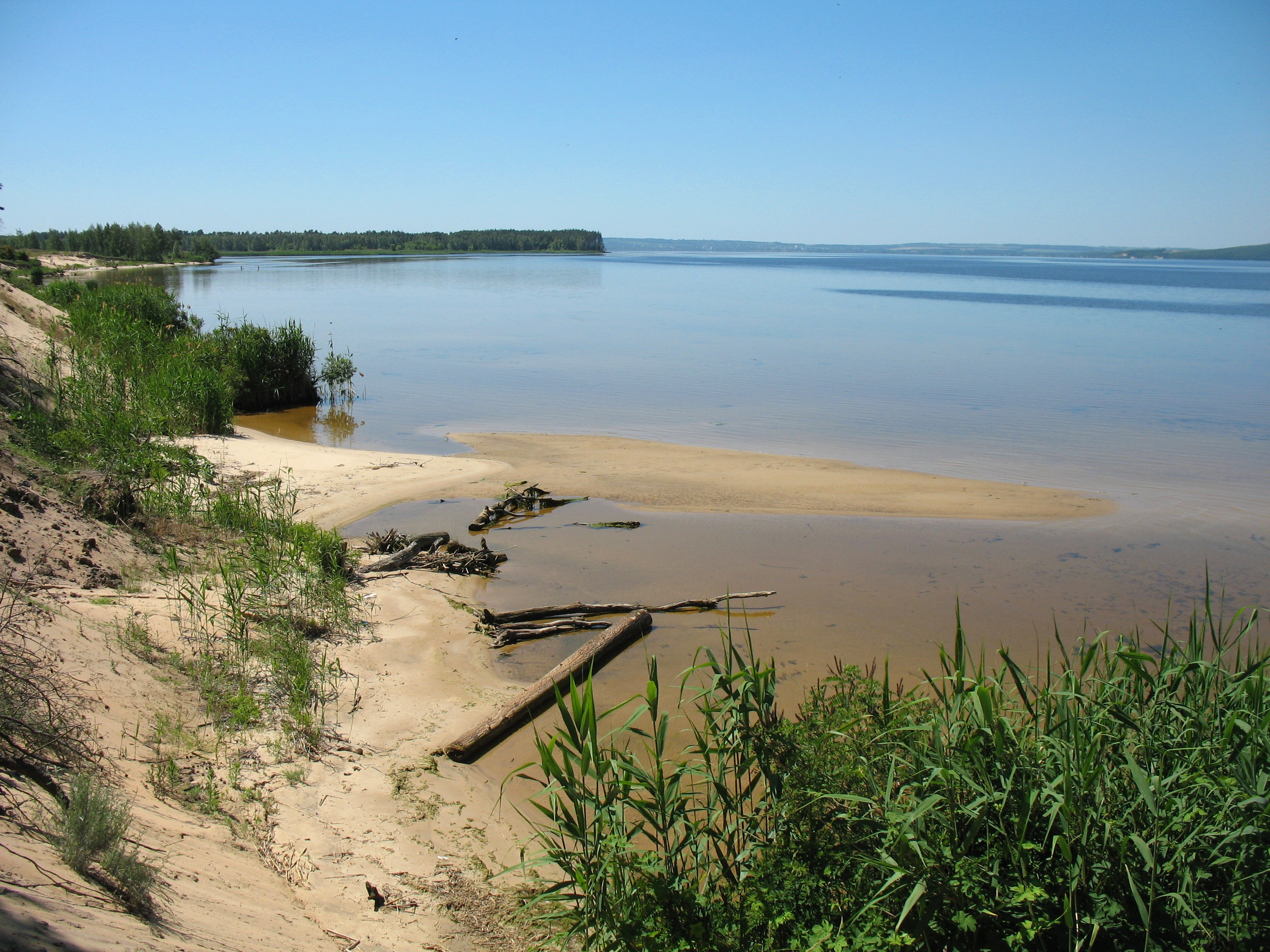
Берегова лінія Зміїних островів

Зміїні острови — урочище на лівому березі південної ділянки Канівського водосховища. Природоохоронна територія, яка з 1986 року належить до складу Канівського природного заповідника. Розташовані в Черкаському районі Черкаської області.

## Історія
До побудови Канівської гідроелектростанції теперішні Зміїні острови були пагорбами на лівобережній терасі Дніпра, що розташовувався неподалік хутора Борок, села Комарівка в складі Хоцьківської сільської ради, відселеного й затопленого в 1970-ті роки. Підтоплення навколишніх територій перетворило урочище на мозаїку степових, лісових і заболочених ділянок. 1986 року наказом Ради Міністрів УРСР від 22 грудня 1986 року № 717-р урочище було передано до складу Канівського природного заповідника.

## Географія
Урочище Зміїні острови лежить у акваторії Канівського водосховища й займає площу 116 га. У його межах сформувалися природні комплекси першої надзаплавної (борової) тераси Дніпра, у яких переважає лісова рослинність. Найвищі відмітки висот становлять 115—120 м н. р. м. Переважають дерново-підзолисті ґрунти, рідше трапляються різні варіанти ґрунтів гідроморфного типу. Основу деревостану лісових ділянок здебільшого складає дуб звичайний, іноді разом із сосною звичайною..

## Рослинність

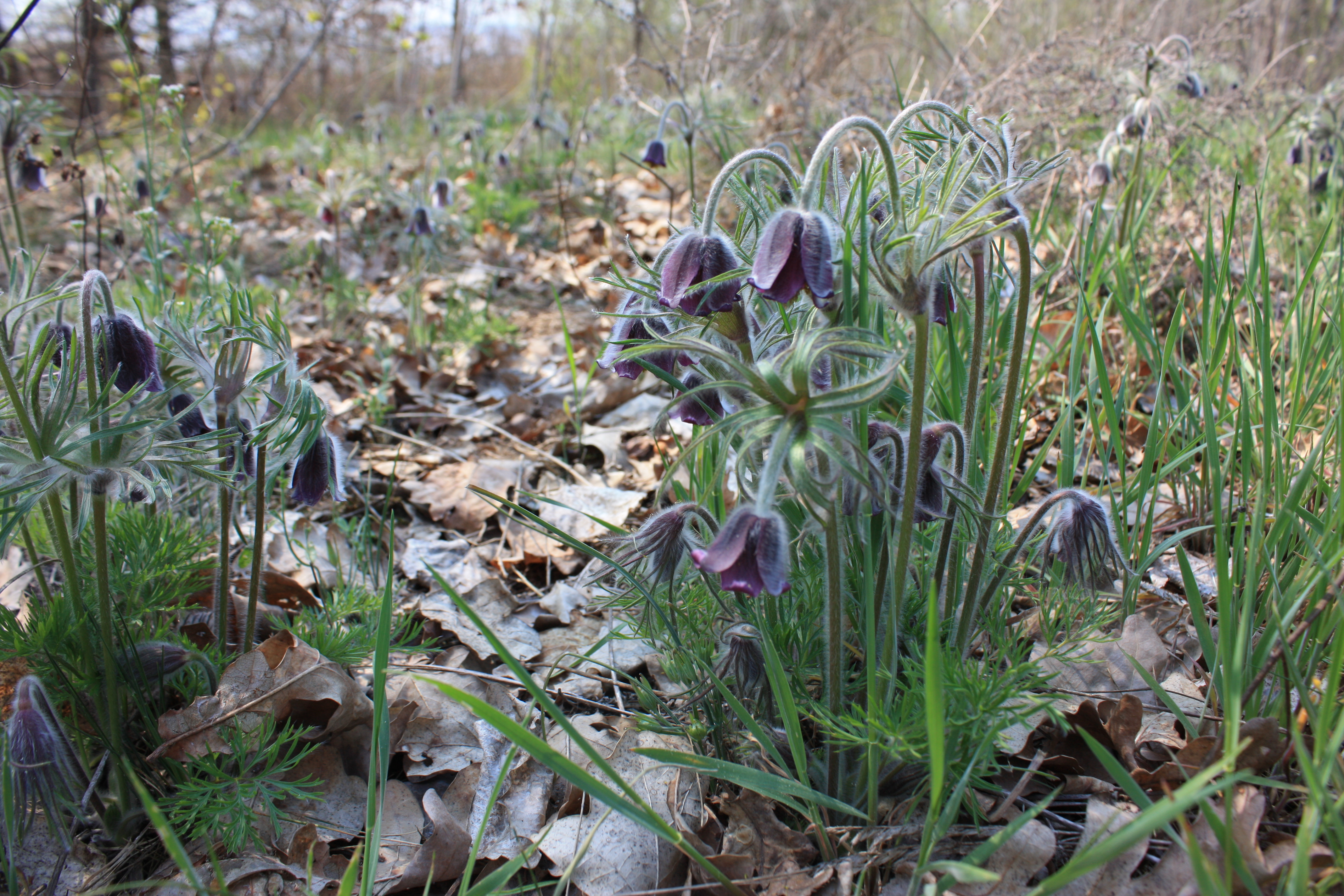
Сон лучний на Зміїних островах

Центральну частину лісового урочища Зміїні острови (квартал 1) займають ліси природного походження, що зростають в умовах свіжої судіброви. Основу деревостану тут утворено дубом звичайним та сосною звичайною. Часто у сосново-дубових лісостанах є другий ярус, утворений кленом гостролистим та грабом звичайним, із домішкою липи дрібнолистої. На деяких ділянках у деревостані є також береза повисла та пухнаста, осика, липа серцелиста. Здебільшого лісові площі зі свіжими дерново-підзолистими ґрунтами під мішаними сосново-дубовими лісами зайняті угрупованнями союзу Convallario majali-Quercion Shevchyk et V.Solomakha 1996. Вік переважаючої породи — дуба звичайного — становить 140 років. Ці ліси мають природне походження та розвивалися без значного господарського втручання людини лише з 1991 року. Упродовж 2007—2021 років не відбувалося видалення крупномірної поваленої деревини, також не було жодних господарських заходів на цій лісовій ділянці. Водночас до 1986 року регулярно проводилися вибіркові санітарні рубки.

## Загрози

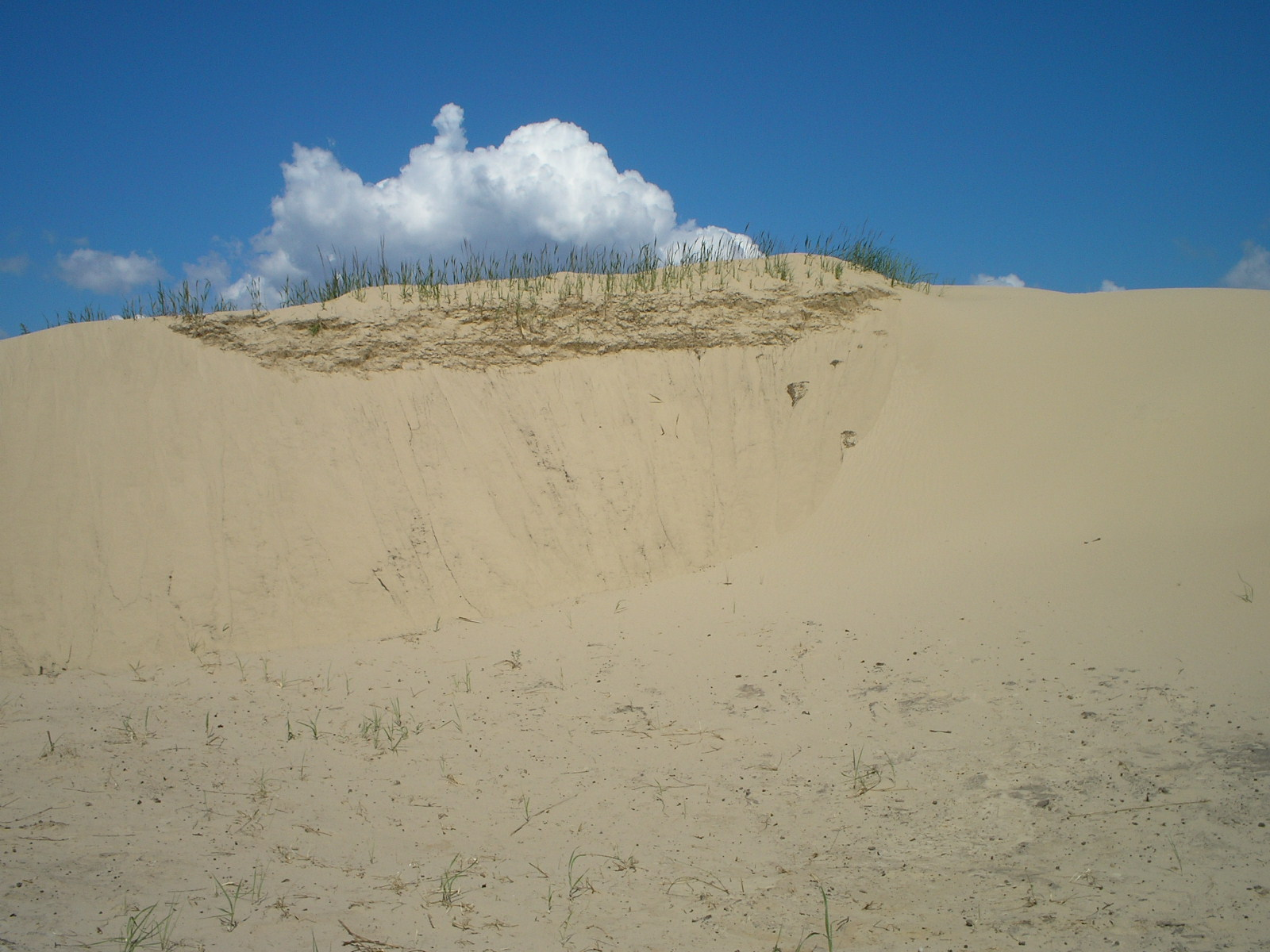
Піщані дюни Зміїних островів

Узбережжя Зміїних островів руйнується хвилями Канівського водосховища, що викликаються переважними північно-західними вітрами. Для захисту берегової лінії співробітники заповідника безуспішно намагалися терасувати берег та засаджувати його захисними деревами, зокрема вербами. З 2002 року висаджували водяні рослини очерет східний, рогіз широколистий, рогіз вузьколистий, з яких останній виявився ефективним для захисту берега від хвиль. Там, де розрісся рогіз, відбувається виположення обриву берега, який заростає ксерофітною та псамофітною рослинністю, зокрема аморфою кущовою, вільхою чорною.